# VMM-364
364e Escadron d'hélicoptère de transport (USMC)
Le Marine Medium Tiltrotor Squadron 364 (ou VMM-364) est un escadron d'hélicoptère à rotors basculants MV-22 Osprey du Corps des Marines des États-Unis. L'escadron, connu sous le nom de "Purple Foxes" est stationné à la Marine Corps Air Station Camp Pendleton en Californie et fait partie du Marine Aircraft Group 39 (MAG-39) et de la 3rd Marine Aircraft Wing (3rd MAW).
Activé en 1961, le HML-364 a été redésigné HMM-364 le 1er février 1962. Il a été désactivé le 22 mars 1971. L'escadron a été réactivé en tant que HMM-364 le 28 septembre 1984 et redésigné HMM-364 le 9 octobre 2014.

## Mission
Le VMM-364 fournit un soutien d'assaut aux troupes de combat, des fournitures et l'équipement pendant les opérations amphibies et les opérations ultérieures à terre. De manière routinière, les escadrons VMM fournissent la base d'un élément de combat aérien (ACE) de n'importe quelle mission de la Force tactique terrestre et aérienne des Marines (MAGTF) qui peut inclure des tâches de soutien d'assaut conventionnel et des opérations spéciales ainsi que la récupération de personnel ou l'évacuation de non-combattants.

## Historique

### Origine
Le Marine Helicopter Squadron 364 (HMR-364) a été créé le 1er septembre 1961 au Marine Corps Air Facility de Santa Ana (en), en Californie, dans le cadre du Marine Aircraft Group 36 (MAG-36). En novembre 1961, il reçut son premier hélicoptère Sikorsky H-34 et en février 1962, la désignation de l'escadron fut changée en Marine Medium Helicopter Squadron 364 (HMM-364).
Le VMM-364 a été actif dans :

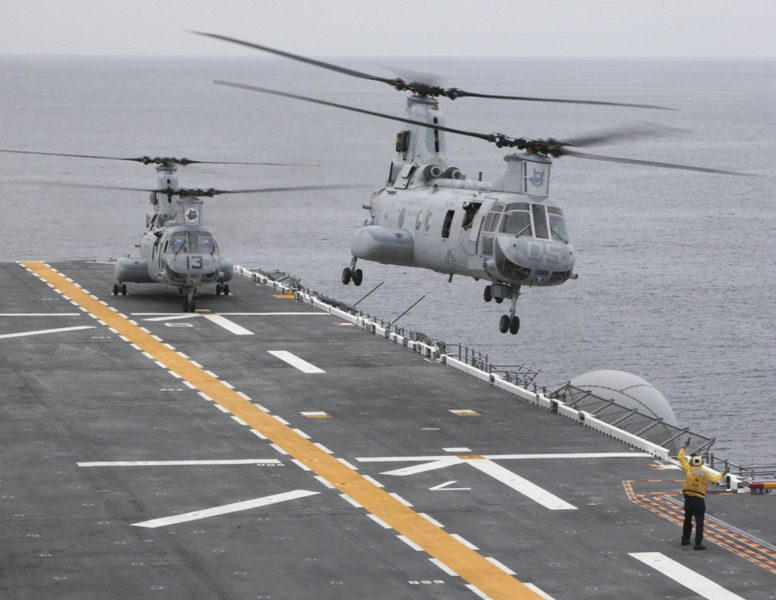
Sea Knight du HMM-364 en 2010.

- 1962 - Opération Dominic ; soutien des essais nucléaires au milieu du Pacifique opérant depuis l'USS Iwo Jima (LPH-2) (17 avril au 10 août) et depuis l'USS Princeton (CV-37) (30 août au 14 novembre).
- Guerre du Vietnam : Opération Quyet Thang 202 (1964), Opération Harvest Moon (en) (1965), Opération Utah (1966), Bataille de Khe Sanh (1968), Bataille de Huế (1968), Opération Taylor Common (en) (1969)
- 1990 - Opération Bouclier du désert
- 1991 - Opération Tempête du désert
- 1998 - Opération Southern Watch
- 2007 - Opération Iraqi Freedom